# I-157 (tàu ngầm Nhật)
I-57, sau đổi tên thành I-157, là một tàu ngầm tuần dương  Lớp Kaidai thuộc lớp phụ IIIB nhập biên chế cùng Hải quân Đế quốc Nhật Bản vào năm 1929. Trong Chiến tranh Thế giới thứ hai, nó đã hỗ trợ cho các chiến dịch xâm chiếm Malaya và Đông Ấn thuộc Hà Lan vào cuối năm 1941 và đầu năm 1942, rồi trong trận Midway vào tháng 6, 1942. Con tàu sau đó chủ yếu phục vụ cho việc huấn luyện, ngoại trừ một giai đoạn tham gia Chiến dịch quần đảo Aleut vào năm 1943, và đến năm 1945 được cải biến thành tàu chở ngư lôi tự sát Kaiten trước khi đầu hàng lực lượng Đồng Minh vào cuối chiến tranh. Nó bị đánh chìm vào năm 1946.

## Thiết kế và chế tạo

### Thiết kế
Phân lớp tàu ngầm Kaidai IIIB là sự lặp lại thiết kế của phân lớp Kaidai IIIA dẫn trước, chỉ có những cải tiến nhỏ để giúp đi biển tốt hơn. Chúng có trọng lượng choán nước 1.800 tấn Anh (1.829 t) khi nổi và 2.300 tấn Anh (2.337 t) khi lặn, lườn tàu có chiều dài 101 m (331 ft 4 in), mạn tàu rộng 8 m (26 ft 3 in) và mớn nước sâu 4,90 m (16 ft 1 in). Con tàu có thể lặn sâu 60 m (197 ft) và có một thủy thủ đoàn đầy đủ bao gồm 60 sĩ quan và thủy thủ.
Chiếc tàu ngầm trang bị hai động cơ diesel 3.400 mã lực phanh (2.535 kW), mỗi chiếc vận hành một trục chân vịt. Khi lặn, mỗi trục được vận hành bởi một động cơ điện 900 mã lực (671 kW). Con tàu có thể đạt tốc độ tối đa 20 hải lý trên giờ (37 km/h; 23 mph) khi nổi và 8 hải lý trên giờ (15 km/h; 9,2 mph)khi lặn. Khi Kaidai IIIB di chuyển trên mặt nước nó đạt tầm xa hoạt động 10.000 hải lý (19.000 km; 12.000 mi) ở tốc độ 10 hải lý trên giờ (19 km/h; 12 mph), và có thể lặn xa 90 nmi (170 km; 100 mi) ở tốc độ 3 hải lý trên giờ (5,6 km/h; 3,5 mph).
Lớp Kaidai IIIA có tám ống phóng ngư lôi 53,3 cm (21,0 in), gồm sáu ống trước mũi và hai ống phía đuôi; mỗi ống mang theo một quả ngư lôi nạp lại, nên mang tổng cộng 16 ngư lôi. Chúng cũng trang bị một 120 mm (4,7 in)/45 caliber trên boong tàu.

### Chế tạo
I-57 được đặt lườn tại Xưởng vũ khí Hải quân Kure ở Kure, Hiroshima vào ngày 8 tháng 7, 1927. Nó được hạ thủy vào ngày 1 tháng 10, 1928, rồi hoàn tất và nhập biên chế vào ngày 24 tháng 12, 1929.

## Lịch sử hoạt động

### 1929 - 1941
Khi nhập biên chế, I-57 được phân về Quân khu Hải quân Kure, và gia nhập Đội tàu ngầm 19, phối thuộc cùng Hải đội Tàu ngầm 2, trực thuộc Đệ Nhị hạm đội, nằm trong thành phần Hạm đội Liên hợp. Nó được đưa về thành phần dự bị tại Kure vào ngày 15 tháng 11, 1930, nhưng quay trở lại phục vụ vào ngày 14 tháng 11, 1931, và đến ngày 1 tháng 12, Đội tàu ngầm 19 được điều động sang Đội phòng thủ Kure trực thuộc Quân khu Hải quân Kure.
Vào ngày 20 tháng 5, 1932, Đội tàu ngầm 19 lại được phối thuộc cùng Hải đội Tàu ngầm 2 thuộc Đệ Nhị hạm đội,  nhưng đến ngày 1 tháng 6, 1932 I-57 lại được đưa về thành phần dự bị tại Kure. Quay trở lại phục vụ từ ngày 5 tháng 10, 1932, I-57 đã cùng với các tàu ngầm khác thuộc Đội tàu ngầm 19: I-56 và I-58, và Đội tàu ngầm 18 bao gồm các chiếc I-53, I-54 và I-55, khởi hành từ Sasebo vào ngày 29 tháng 6, 1933 cho một đợt huấn luyện ngoài khơi Trung Quốc và Mã Công thuộc quần đảo Bành Hồ, và khi kết thúc đã đi đến Cao Hùng, Đài Loan vào ngày 5 tháng 7, 1933. Họ rời Cao Hùng vào ngày 13 tháng 7 để tiếp tục huấn luyện tại vùng biển Trung Quốc rồi quay trở lại vịnh Tokyo vào ngày 21 tháng 8. Đến ngày 25 tháng 8, cả sáu chiếc tàu ngầm đều đã tham gia cuộc duyệt binh hạm đội tại Yokohama.
Vào ngày 27 tháng 9, 1934, I-57 rời Ryojun, Mãn Châu để cùng các đồng đội thuộc Đội tàu ngầm 19 I-56, I-58, và các tàu ngầm I-61, I-62, I-64, I-65, I-66 và I-67 thực hiện chuyến đi huấn luyện ngoài khơi Thanh Đảo, Trung Quốc. Sau khi hoàn tất, cả chín chiếc tàu ngầm đều quay về Sasebo, Nhật Bản vào ngày 5 tháng 10, 1934. I-57 lại được đưa về thành phần dự bị tại Kure vào ngày 22 tháng 10, 1934, rồi Đội tàu ngầm 19 lại được điều động về Hải đội Phòng vệ Kure trực thuộc Quân khu Hải quân Kure từ ngày 15 tháng 11, 1934.
I-57 trở lại phục vụ cùng Đội tàu ngầm 19 vào ngày 15 tháng 11, 1935, đúng vào ngày đơn vị này lại được phối thuộc cùng Hạm đội Liên hợp, lần này trong đội hình Hải đội Tàu ngầm 1 trực thuộc Đệ Nhất hạm đội. Đến ngày 1 tháng 12, 1936, Đội tàu ngầm 19 được điều về Quân khu Hải quân Kure, rồi được đưa về Hạm đội Dự bị 1 từ ngày 7 tháng 1, 1937. Đơn vị này quay trở lại phục vụ cùng quân khu vào ngày 1 tháng 1, 1938, rồi được đưa về Hạm đội Dự bị 3 từ ngày 15 tháng 12, 1938. I-57 nằm trong thành phần dự bị tại Kure cùng vào ngày này.
Một lần nữa I-57 trở lại phục vụ cùng Đội tàu ngầm 19 vào tháng 8 hoặc ngày 1 tháng 9, 1939, và đơn vị này phối thuộc cùng Hải đội Tàu ngầm 4 thuộc Đệ Nhất hạm đội vào ngày 15 tháng 11, 1939. Hải đội được phối thuộc trực tiếp cùng Hạm đội Liên Hợp vào ngày 15 tháng 11, 1940.

### 1941 - 1942
Khi lực lượng Hải quân Nhật Bản bắt đầu được huy động để chuẩn bị cho cuộc xung đột tại Thái Bình Dương, I-57 khởi hành từ Kure vào ngày 20 tháng 11, 1941 để hướng sang Samah (nay là Tam Á) trên đảo Hải Nam, Trung Quốc, đến nơi vào ngày 26 tháng 11. Nó rời Samah vào ngày 1 tháng 12 để hỗ trợ cho chiến dịch xâm chiếm Mã Lai thuộc Anh, đi đến khu vực tuần tra trong biển Đông ngoài khơi bán đảo Mã Lai.

#### Chuyến tuần tra thứ nhất
Xung đột chính thức bắt đầu vào ngày 8 tháng 12, (7 tháng 12 bên kia đường đổi ngày), khi Hải quân Nhật bất ngờ tấn công căn cứ Trân Châu Cảng của Hải quân Hoa Kỳ, và Nhật Bản cũng bắt đầu xâm chiếm Malaya vào ngày hôm đó. I-57 cùng các tàu ngầm I-58, I-62, I-64 và I-66 hình thành nên tuyến tuần tra trong biển Đông ngoài khơi Trengganu, Malaya. Sau chuyến tuần tra mà không bắt gặp mục tiêu nào, I-57 quay về căn cứ ở vịnh Cam Ranh tại Đông Dương thuộc Pháp vào ngày 20 tháng 12.

#### Chuyến tuần tra thứ hai
I-56 rời vịnh Cam Ranh vào ngày 28 tháng 12 để bắt đầu chuyến tuần tra tiếp theo trong biển Java ngoài khơi Surabaya, Java, tại Đông Ấn thuộc Hà Lan. Lúc khoảng 16 giờ 30 ngày 7 tháng 1, 1942, nó trồi lên mặt nước trong biển Bali về phía Đông Nam quần đảo Kangean, và tấn công bằng hải pháo tàu chở dầu Hà Lan Tan-3 (3.077 tấn) vốn đang trên đường từ Balikpapan, Borneo đến Surabaya. Tan-3 đắm tại tọa độ 07°15′N 116°23′Đ / 7,25°N 116,383°Đ, và máy bay đã cứu vớt thủy thủ đoàn vào ngày hôm sau. I-57 kết thúc chuyến tuần tra và quay trở về vịnh Cam Ranh vào ngày 16 tháng 1.
Một đợt dịch kiết lỵ bùng phát trong số thành viên thủy thủ đoàn từ ngày 7 tháng 2 đã giữ chân I-57 ở lại căn cứ vịnh Cam Ranh cho đến ngày 1 tháng 3, khi nó lên đường đi sang căn cứ mới ở vịnh Staring gần Kendari, tại bờ biển phía Đông Celebes, đến nơi vào ngày 6 tháng 3. Hải đội Tàu ngầm 4 được giải thể vào ngày 10 tháng 3, và Đội tàu ngầm 19, bao gồm I-56, I-57 và I-58, được điều động sang Hải đội Tàu ngầm 5. I-57 khởi hành từ vịnh Staring vào ngày 13 tháng 3 và quay trở về Kure để sửa chữa, đến nơi vào ngày 20 tháng 3. Sau khi hoàn tất, nó rời Kure vào ngày 14 tháng 5 để hướng sang Kwajalein thuộc quần đảo Marshall; và lúc đang trên đường đi, nó được đổi tên thành I-157 vào ngày 20 tháng 5. Nó đi đến Kwajalein bốn ngày sau đó.

#### Chuyến tuần tra thứ ba - Trận Midway
I-157 rời Kwajalein vào ngày 26 tháng 5 cho chuyến tuần tra thứ ba, hỗ trợ cho Chiến dịch MI, là kế hoạch xâm chiếm đảo Midway, trong đó Hải đội Tàu ngầm 5 tham gia vào Lực lượng Viễn chinh Tiền phương. I-157 hoạt động trên một tuyến tuần tra giữa 28°20′B 162°20′T / 28,333°B 162,333°T và 26°00′B 165°00′T / 26°B 165°T, vốn còn bao gồm các tàu ngầm I-156,  I-158, I-159, I-162, I-165 và I-166. Hải quân Nhật Bản chịu đựng một thất bại lớn vào ngày 4 tháng 6 trong trận Midway, đúng vào ngày Tư lệnh Đệ Lục hạm đội, Phó đô đốc Komatsu Teruhisa, ra lệnh cho các tàu ngầm trong tuyến tuần tra tiến sang phía Tây.
Sau khi Đô đốc Yamamoto Isoroku, Tổng tư lệnh Hạm đội Liên hợp, ra lệnh cho Komatsu bố trí các tàu ngầm dưới quyền xen giữa hạm đội Nhật Bản đang rút lui và các tàu sân bay Hoa Kỳ, các tàu ngầm bắt đầu rút lui dần về hướng Tây Bắc, di chuyển ngầm với tốc độ 3 kn (5,6 km/h) vào ban ngày và 14 kn (26 km/h) khi trời tối. I-157 không bắt gặp mục tiêu nào trong suốt trận chiến, và về đến Kwajalein vào ngày 19 tháng 6.

### 1942 – 1943
I-157 rời Kwajalein vào ngày 22 tháng 6 để quay trở về Kure, đến nơi vào ngày 30 tháng 6. Đến ngày 10 tháng 7, Hải đội Tàu ngầm 5 được giải thể và Đội tàu ngầm 19, bao gồm I-156, I-157, I-158 và I-159, được điều động sang Quân khu Hải quân Kure. I-156, I-157 và I-158 bắt đầu đảm nhiệm vài trò tàu huấn luyện cho Trường Tàu ngầm Kure.

#### Chiến dịch quần đảo Aleut
Vào ngày 21 tháng 5, 1943, Đại bản doanh Nhật Bản quyết định kết thúc Chiến dịch quần đảo Aleut và triệt thoái lực lượng khỏi đảo Kiska thuộc quần đảo Aleut. I-157 được huy động vào nhiệm vụ này, và tạm thời phối thuộc cùng Hải đội Tàu ngầm 1 cùng với các tàu ngầm I-2, I-7, I-21, I-24, I-34, I-36, I-155, I-156, I-168, I-169 và I-171. I-157 khởi hành từ Kure vào ngày 22 tháng 5, ghé đến Yokosuka từ ngày 23 đến ngày 26 tháng 5, và tiếp tục đi đến Paramushiro ở phía Bắc quần đảo Kuril. Lúc đang trên đường đi, nó được điều động về Lực lượng Triệt thoái Kiska thuộc Lực lượng Quân khu Bắc của Đệ Ngũ hạm đội vào ngày 29 tháng 5.
I-157 đi đến Paramushiro vào ngày 1 tháng 6, và sau khi cùng với I-7, I-21, I-155 và I-156 được tiếp nhiên liệu từ tàu chở dầu Teiyō Maru, nó lên đường ba ngày sau đó để vận chuyển đạn dược và lương thực cho lực lượng đồn trú tại Kiska. Đang khi di chuyển với tốc độ 14 kn (26 km/h) trên mặt nước trong hoàn cảnh sương mù dày đặc vào ngày 16 tháng 6, nó gặp tai nạn mắc cạn gần đảo Amchitka. Để giảm bớt trọng lượng con tàu hầu có thể nổi trở lại được, nó đổ bỏ dầu diesel, dầu nhờn, ngư lôi cùng một số ắc-quy xuống biển. Con tàu nổi trở lại được, nhưng hư hại chịu đựng khiến nó không thể lặn, nên phải đi trên mặt nước quay trở lại Paramushiro, đến nơi vào ngày 20 tháng 6. Sau khi được tiếp nhiên liệu từ Teiyo Maru và qua đêm tại Paramushiro, nó tiếp tục hành trình vào ngày 21 tháng 6, về đến Kure vào ngày 26 tháng 6, và bắt đầu được sửa chữa.

### 1943 – 1945
Hoàn tất việc sửa chữa, I-157 quay trở lại nhiệm vụ huấn luyện cùng Đội tàu ngầm 19 tại Quân khu Hải quân Kure. Đội tàu ngầm 19 được điều động phối thuộc cùng Hải đội Tàu ngầm Kure, trực thuộc Quân khu Hải quân Kure từ ngày 1 tháng 12, 1943. Vào tháng 12, 1943, nó được sơn lại theo một sơ đồ ngụy trang thử nghiệm, khi được phủ một lớp sơn xám đậm ánh xanh lên các mặt tháp chỉ huy và phía trên thân tàu, vốn chịu ảnh hưởng bởi chiếc U-boat Đức U-511 được Nhật Bản mua năm 1943 và đổi tên thành Ro-500. Đến ngày 5 tháng 1, 1944, I-157 tham gia giai đoạn đầu thử nghiệm ngụy trang của Trường Tàu ngầm Hải quân trong biển nội địa Seto, nhằm xác định hiệu quả của màu sơn để tránh bị phát hiện bởi hạm tàu nổi hay máy bay, cũng như xác định độ bền của lớp sơn phủ. Đến giữa tháng 7, 1944, nó cùng tàu ngầm Ro-49 tham gia thử nghiệm một phiên bản của radar phòng không Type 13 (Type 3 Mark 1 Model 3).
Theo một số nguồn, vào giai đoạn cuối chiến tranh, sonar Type 3, một phiên bản sao chép kiểu S-Gerät của Đức, cùng một hệ thống điều khiển hỏa lực, tương tự như máy tính dữ liệu ngư lôi của Hải quân Mỹ, đã được lắp đặt cho I-157, cho phép nó tấn công ngầm dựa trên định hướng của hệ thống sonar. Nó bắt đầu thử nghiệm những hệ thống này trước khi xung đột kết thúc.

#### Tàu ngầm mang ngư lôiKaiten
Đến ngày 20 tháng 4, 1945, I-157 được điều sang Đội tàu ngầm 34 trực thuộc Hải đội Tàu ngầm Kure trực thuộc Đệ Lục hạm đội, một thành phần của Hạm đội Liên hợp, rồi đến tháng 5 nó được cải biến để vận chuyển ngư lôi cảm tử Kaiten. Khẩu hải pháo 120 milimét (4,7 in) trên boong tàu được tháo dỡ, và thay thế bằng các bộ gá để vận chuyển hai ngư lôi Kaiten. Trong giai đoạn từ tháng 5 đến tháng 8, 1945, nó đã thực hiện ba chuyến đi vận chuyển ngư lôi Kaiten từ căn cứ hải quân Ōzushima trong biển nội địa Seto đến các căn cứ dọc bờ biển Kyūshū.
Trong tháng 7, 1945, thủy thủ đoàn của I-157, cùng với các chiếc I-156, I-158, I-159 và I-162, được huấn luyện để phóng ngư lôi Kaiten tấn công trong trường hợp lực lượng Đồng Minh tiến hành đổ bộ trực tiếp lên chính quốc Nhật Bản. Thiên hoàng Hirohito công bố Nhật Bản chấp nhận đầu hàng vô điều kiện vào ngày 15 tháng 8, kết thúc vĩnh viễn cuộc xung đột. I-157 đầu hàng lực lượng Đồng Minh tại Kure vào ngày 2 tháng 9, và nó được rút tên khỏi đăng bạ vào ngày 30 tháng 11, 1945.
I-157 được kéo đến Sasebo để tháo dỡ mọi thiết bị hữu ích. Đến ngày 1 tháng 4, 1946, tàu tiếp liệu tàu ngầm Hoa Kỳ USS Nereus  (AS-17) đã kéo nó từ Sasebo đến khu vực ngoài khơi quần đảo Gotō, nơi chiếc tàu ngầm bị đánh đắm bằng thuốc nổ trong khuôn khổ Chiến dịch Road's End. I-157 đắm lúc 13 giờ 25 phút tại tọa độ 32°37′B 129°17′Đ / 32,617°B 129,283°Đ.